# Neurogomphus pinheyi
Neurogomphus pinheyi är en trollsländeart som beskrevs av Cammaerts 1968. Neurogomphus pinheyi ingår i släktet Neurogomphus och familjen flodtrollsländor. IUCN kategoriserar arten globalt som otillräckligt studerad. Inga underarter finns listade i Catalogue of Life.